# Choroedocus pallens
Choroedocus pallens är en insektsart som beskrevs av Boris Petrovich Uvarov 1933. Choroedocus pallens ingår i släktet Choroedocus och familjen gräshoppor. Inga underarter finns listade i Catalogue of Life.